# Scontri tra Kirghizistan e Tagikistan del 2022
Sporadici scontri al confine tra Kirghizistan e Tagikistan sono cominciati il 27 gennaio 2022, a seguito di una serie di scontri nella primavera e nell'estate del 2021 tra i due paesi.
Funzionari del Kirghizistan hanno affermato che gli scontri sono aumentati il 14 settembre 2022, con le forze tagike che hanno utilizzato carri armati, APC e mortai per entrare in almeno un villaggio kirghiso e bombardare l'aeroporto della città kirghisa di Batken e le aree adiacenti. Entrambe le nazioni si sono incolpate a vicenda per i combattimenti. Il conflitto sul confine è continuato per due giorni, dopodiché le due parti sono riuscite a concordare un cessate il fuoco nella notte del 16 settembre 2022, che è durato solo per circa un giorno.
Il presidente del Kirghizistan Sadyr Japarov ha dichiarato in un discorso televisivo che il suo paese continuerà gli sforzi per risolvere i problemi di confine tra Kirghizistan e Tagikistan in modo puramente pacifico. Il ministero degli Esteri del Tagikistan ha affermato che la chiave per risolvere il conflitto risieda nei negoziati e ha ribadito la sua posizione secondo cui il Kirghizistan è colpevole di aver istigato i combattimenti. Le agenzie di stampa russe hanno riferito che sia il Kirghizistan che il Tagikistan hanno concordato sul ritiro degli armamenti e delle forze militari dal confine, citando una dichiarazione del capo della regione di Sughd in Tagikistan. Il 20 settembre 2022 il Tagikistan e il Kirghizistan hanno firmato un accordo di pace.

## Contesto storico
I territori che comprendono l'attuale Kirghizistan e Tagikistan, entrambi precedentemente parte del Khanato di Kokand, furono conquistati dall'Impero russo nel XIX secolo. Negli anni '20, l'Unione Sovietica impose la delimitazione nelle due regioni, in cui vennero a crearsi enclavi. Entrambi i paesi sono diventati indipendenti nel 1991, quando l'Unione Sovietica si è sciolta. Entrambi i paesi sono anche membri dell'Organizzazione per la Cooperazione di Shanghai (SCO) e dell'Organizzazione del Trattato di sicurezza collettiva (CSTO) e sono teoricamente alleati tra loro.

### Scontri precedenti
Il 28 aprile 2021 è iniziato un conflitto di confine tra Kirghizistan e Tagikistan. Gli eventi determinanti lo scoppio del conflitto sono controversi, ma gli scontri sarebbero iniziati a causa di una vecchia disputa sull'acqua tra i due paesi. Alcune fonti sostengono che una ragione immediata del conflitto sia stata l'insoddisfazione della popolazione locale per via dell'installazione di telecamere di sorveglianza presso il confine tra Kirghizistan e Tagikistan. Almeno 55 persone sono state uccise negli eventi e più di 40 000 civili sono stati sfollati.
Il 3 maggio 2021, entrambi i paesi hanno completato il ritiro delle truppe dal confine e il 18 maggio 2021 i funzionari di entrambi i paesi hanno annunciato di aver accettato di effettuare controlli di sicurezza congiunti lungo il confine conteso. Fatta eccezione per un incidente su piccola scala il 9 luglio 2021, il cessate il fuoco è durato fino al gennaio 2022.

## Sequenza temporale

### Scontri sporadici
Il 27 gennaio 2022 gli scontri hanno provocato la morte di due civili e il ferimento di molti altri. Il Comitato Statale per la Sicurezza Nazionale del Tagikistan ha riferito in una dichiarazione che dieci dei suoi cittadini sono rimasti feriti, sei dei quali militari, il resto civili. Dall'altro lato, il Ministero della Salute del Kirghizistan ha affermato che almeno 11 dei suoi cittadini sono stati sottoposti a cure per ferite di gravità moderata. Le autorità del Kirghizistan hanno affermato che la causa degli scontri è stata il blocco di una strada tra il centro provinciale di Batken e il villaggio kirghiso di Isfana da parte di cittadini tagiki.
Il 10 marzo, in un incidente armato tra guardie di frontiera al confine tra Kirghizistan e Tagikistan, nella zona di Teskey, distretto di Batken, è rimasta uccisa una guardia di frontiera tagika. In seguito all'incidente, i funzionari della regione di Batken in Kirghizistan e della regione di Sughd in Tagikistan hanno tenuto colloqui.
Secondo alcune fonti tagike, il 3 giugno si è verificato uno scontro sul confine, dopo che i soldati kirghisi hanno attraversato il confine tra Kirghizistan e Tagikistan vicino a Vorukh. Due settimane dopo, il 14 giugno, una guardia di frontiera tagika è stata uccisa e altre tre sono state ferite in uno scontro con le truppe di frontiera kirghise.

### Aggravamento
Il 14 settembre, una guardia di frontiera tagika è stata uccisa e altre due sono rimaste ferite durante gli scontri con le guardie kirghise, le quali hanno accusato il Tagikistan di aver preso posizione in un'area delimitata. Più tardi nello stesso giorno, due guardie di frontiera sono state uccise e altre undici hanno subito ferite, cinque delle quali erano civili.
Il 16 settembre il conflitto si è intensificato. È stato segnalato l'uso di carri armati e mezzi corazzati per il trasporto di personale, nonché il bombardamento dell'aeroporto di Batken, in Kirghizistan. Il Tagikistan ha accusato l'avversario di aver bombardato con armi pesanti un avamposto e sette villaggi di confine. Le forze tagike hanno invaso anche un villaggio di confine kirghiso. Almeno 31 feriti sono stati segnalati dal Kirghizistan, mentre, secondo le forze tagike a Isfara, un civile è stato ucciso e altri tre sono rimasti feriti. Il Kirghizistan ha successivamente annunciato che 24 persone sono morte e altre 87 sono rimaste ferite.
Sono stati conclusi molteplici cessate il fuoco tra funzionari di grado superopre, ma sono stati ripetutamente violati. Casualmente, i leader di entrambi i paesi stavano partecipando al vertice SCO del 2022 dell'Organizzazione per la Cooperazione di Shanghai, tenutosi a Samarcanda, in Uzbekistan, dove si sono incontrati e hanno discusso del conflitto. Il parlamento kirghiso ha successivamente tenuto una riunione di emergenza a causa della situazione. Più di 136 000 persone sono state evacuate dalla zona di conflitto dal Kirghizistan. Il Tagikistan ha affermato che almeno 15 dei suoi civili sono stati uccisi in un attacco da parte di un drone kirghiso Bayraktar TB2 contro una moschea. Il Kirghizistan ha dichiarato lo stato di emergenza nella regione di Batken.
Secondo quanto riferito, case e strutture civili, compresi mercati e scuole, nel villaggio di Ak-Sai in Kirghizistan, sono state bruciate e saccheggiate intenzionalmente. Le autorità del Kirghizistan hanno affermato che 137 000 persone sono state evacuate nelle regioni di Batken e Osh.

## Analisi
La tempistica degli scontri suggerisce che l'impegno militare della Russia nell'invasione dell'Ucraina e la recente spinta per un impegno ancora maggiore abbiano incoraggiato le parti nei conflitti congelati tra gli stati post-sovietici, in cui i militari agiscono come garanti della sicurezza, mantenendo lo status quo, poiché la Russia attualmente potrebbe non avere i mezzi o la volontà per farlo (vedi anche gli scontri Armenia-Azerbaigian del settembre 2022).
La rivista The Diplomat ha definito il conflitto un atto di aggressione da parte del Tagikistan, affermando che l'attacco potrebbe essere correlato alla speculazione secondo cui il presidente tagiko, Emomali Rahmon, intenda cedere la sua posizione a suo figlio, Rustam Emomali, che attualmente è il presidente dell'Assemblea Nazionale del Tagikistan. Ha anche teorizzato che il presidente Rahmon potrebbe voler distogliere l'attenzione del pubblico nazionale e internazionale dalle proteste nella regione autonoma di Gorno-Badakhshan da parte dei Pamiri.

## Reazioni internazionali
- Il portavoce del Ministrero degli Affari Esteri iraniano, Nasser Kanaani, ha sollecitato una risoluzione e ha offerto l'assistenza da parte dell'Iran nella mediazione.[35]
- Il presidente russo Vladimir Putin ha chiamato i leader di entrambi i paesi, esortandoli a raggiungere un accordo di pace.[36] La Russia ha basi militari sia in Kirghizistan che in Tagikistan.[37]
- Il Ministero degli Affari Esteri turco ha rilasciato una dichiarazione, nella speranza che le tensioni finiscano velocemente e senza ulteriori escalation, e che le dispute siano risolte pacificamente tramite il dialogo.[38] Mustafa Şentop, Presidente del Parlamento, ha comunicato al telefono con le controparti kirghise e tagike, affermando che "le consultazioni tra noi come fratelli sono importanti in questi giorni" e che "calma e buon senso" sono necessari per risolvere i problemi.[39]
- Il Segretario Generale dell'ONU, António Guterres, ha auspicato un "dialogo per un cessate il fuoco duraturo" tra le due parti.[40]